# Ephemera expectans
Ephemera expectans is een haft uit de familie Ephemeridae. De wetenschappelijke naam van de soort is voor het eerst geldig gepubliceerd in 1860 door Walker.
De soort komt voor in het Oriëntaals gebied.